# سم السمك
سم السمك   (الاسم العلمي Anamirta)، جنس نباتات متسلقة خشبية، ينتمي إلى الفصيلة البذر قمرية.